# L'infame e suo fratello
L'infame e suo fratello è un film documentario del 2008 diretto da Luigi Maria Perotti.
Il film racconta la storia delle Brigate Rosse attraverso le vicende dei fratelli Patrizio e Roberto Peci.

## Trama
Patrizio Peci, detto "l'infame", è il primo pentito delle Brigate Rosse, l'uomo le cui rivelazioni sono servite a smantellare l'organizzazione terroristica. Roberto Peci, suo fratello, era un operaio di San Benedetto del Tronto; fu rapito dalle Brigate Rosse Fronte delle Carceri, comandate da Giovanni Senzani, nel giugno del 1981. Senzani condannò a morte Roberto Peci dopo avere messo in scena un finto processo proletario, in cui accusava Roberto Peci di essere il maggiore responsabile delle delazioni del fratello.

## Produzione
Il film documentario è frutto di una co-produzione tra Italia e Germania. Per la prima volta i terroristi si avvalsero dell'uso della telecamera e le immagini originali girate dai brigatisti sono contenute all'interno del film, tra cui la condanna a morte. Tra le persone che intervengono nel documentario ci sono Ida Peci (sorella di Roberto e Patrizio), Roberta Peci (nata pochi mesi dopo la morte del padre, che afferma di avere sentito per la prima volta la voce del proprio genitore dall'audio girato dai terroristi), Marco Boato, Gad Lerner, e contiene l'intervista realizzata da Sergio Zavoli a Patrizio Peci nella trasmissione La notte della Repubblica.

## Distribuzione
Il film è stato presentato al Festival di Roma 2008 (sezione Extra d'Essai) al festival del cinema italiano di Annecy e ha vinto il Premio Libero Bizzarri 2009. È andato in onda su Rai 2 nel giugno del 2008 all'interno della trasmissione La storia siamo noi di Giovanni Minoli, in Svizzera italiana, Francia e Germania (con il titolo tedesco Der Verräter und sein Bruder).